# Карло Гольсе
Карло Гольсе (дан. Carlo Holse, нар. 2 червня 1999, Копенгаген) — данський футболіст, нападник турецького клубу «Самсунспор».

## Клубна кар'єра
Народився 2 червня 1999 року в місті Копенгаген. Вихованець футбольної школи клубу «Копенгаген». Дорослу футбольну кар'єру розпочав 2017 року в основній команді того ж клубу, дебютувавши у найвищому дивізіоні данської першості 23 вересня у матчі з клубом «Сількеборг». 30 січня 2019 року Гольсе на правах оренди став гравцем іншого клубу Суперліги «Есб'єрг». З початком сезону 2019—2020 футболіст повернувся до складу «Копенгагена». З середини 2020 року Карло Гольсе грає у складі норвезького клубу «Русенборг».
1 вересня 2023 року підписав контракт на чотири роки з турецьким «Самсунспором».

## Виступи за збірні
2014 року дебютував у складі юнацької збірної Данії, загалом на юнацькому рівні у різних вікових категоріях взяв участь у 14 іграх, відзначившись 3 забитими голами. З 2019 року Карло Гольсе залучається до складу молодіжної збірної Данії. На молодіжному рівні зіграв у 3 офіційних матчах.